# Seznam NGC objektů
Toto je kompletní seznam NGC objektů.
Nový všeobecný katalog obsahuje 7840 objektů, proto je seznam rozdělený na části po 250 objektech.
Obsahuje všechny objekty, včetně neexistujících, které byly do katalogu přidané pravděpodobně omylem.